# Everything Is Not What It Seems
«Everything Is Not What It Seems» es una canción de la serie original de Disney Channel, Wizards of Waverly Place. También aparece en el álbum de la serie del mismo nombre. Es cantada por Selena Gomez. También fue lanzada como un sencillo el 4 de agosto de 2009. Ha sido uno de los más exitosos sencillos del álbum en los Estados Unidos, en el puesto #2 en el Soundtrack Albums.

## Versiones internacionales
| Título                          | País(es) | Intérprete                             |
| ------------------------------- | --- | -------------------------------------- |
| Everything Is Not What It Seems | Estados Unidos · Reino Unido · Canadá · Australia · Nueva Zelanda                                                                                | Selena Gomez                           |
| Nada Es Aquí Lo Que Es          | México · Guatemala · El Salvador · Nicaragua · Panamá · Colombia · Venezuela · Ecuador · Perú · Chile · Argentina · Bolivia · Paraguay · Uruguay | Romina Marroquín Payró ft. Lupita Leal |
| Nada Es Lo Que Parece Ser       | España | Andrea Guasch                          |
| Nem Tudo É O Que Parece Ser     | Brasil | Mariana Féo                            |

- Datos: Q5484039